# New Jersey State Police
Le New Jersey State Police (NJSP) est la police d'État de l'État américain du New Jersey. Il a un pouvoir policier sur tout l'État et sa juridiction est divisée en sous-secteurs de patrouille appelés troops.

## Histoire
La principale raison qui a amené à la création de la police d'État du New Jersey, est, comme beaucoup d'autres polices d'État, la protection des zones rurales de celui-ci. Il fut officiellement créé en 1914, mais ne fut pas fonctionnel avant 1921. Lors de sa première création, la police d'État du New Jersey comptait 81 hommes, alors qu'il était prévu que 600 y travaillent.

## Missions
La police d'État du New Jersey est responsable d'assurer les services de police et de répondre aux appels d'urgence à travers tout l'État en soutenant les polices locales. Il s'occupe de l'entretien des casiers judiciaires et des systèmes d'identification. De nombreuses municipalités dans les zones rurales du sud et du nord-ouest du New Jersey n'ont pas de services de police locaux, donc, pour ces municipalités, la police d'État se doit d'assurer la totalité des services de police à elle seule. Elle a également pour mission de protéger le gouverneur du New Jersey.

## Armes de services
De sa création au début des années 1980, les patrouilleurs de la NJSP ont reçu des révolvers calibre .38 Spécial à canon long (15 cm sous la forme des Colt  Army Special (1921-1931), puis Colt Official Police (1931-1983) mais aussi des  Ruger Security-Six (.357 Magnum) entre 1978 et 1983. En 1983, la police du New Jersey a été une des premieres à adopter un PA en 9 mm Luger en choisissant  les H&K P7M8 et P7M13 qui restèrent en service jusqu'en 2000.